# Ферфакс, Энн
Энн Ферфакс (урожённая Вер) (англ. Anne Fairfax; 1618 — 10 октября 1665) — английская дворянка, дочь аристократа и генерала Горацио де Вера. Жена генерала и главнокомандующего парламентской армией Томаса Ферфакса.

## Биография
Анна (Энн) Ферфакс была четвёртой из пяти дочерей (и четвёртым ребёнком) в семье Горацио де Вера и его жены Мэри Трейси. Её отец был полководцем и участником Восьмидесятилетней и Тридцатилетней войн против Испании.
В 1637 году вышла замуж за Томаса Ферфакса, будущего командующего парламентской армией в ходе Английской революции. У супругов в браке было две дочери:
- Дост. Элизабет Ферфакс (? — 1642), умерла в детстве
- Дост. Мэри Ферфакс[англ.] (30 июля 1638 — 20 октября 1704), муж с 1657 года Джордж Вильерс, 2-й герцог Бекингем (1628—1687).

В январе 1649 года во время суда над королём Карлом I, Томас Ферфакс не явился на заседание суда, а присутствовавшая на заседании леди Ферфакс во время переклички судей, услышав имя мужа заявила протест против суда:Мой муж слишком честен, чтобы присутствовать здесь. После этих слов её попросили покинуть зал заседания, но её поведение никак не повлияло на карьеру мужа, который был принят в Государственный совет и назначен командующим армией для похода в Ирландию. Скончалась 10 октября 1665 года, через 5 лет после восстановления монархии, в возрасте 47 лет.